# Elecciones locales en Andes (Antioquia) de 1997
Las elecciones locales en Andes de 1997, se llevaron a cabo el 26 de octubre de 1997 en el municipio de Andes (Antioquia), donde fueron elegidos los siguientes cargos para un periodo de cuatro años contados a partir del 1° de enero de 1998:
- Alcalde de Andes (Antioquia)
- Gobernador de Antioquia.
- 13 miembros del Concejo Municipal de Andes.
- 26 diputados de la Asamblea de Antioquia.

## Candidatos a la Alcaldía
Para suceder al alcalde Jaime Arbeláez, se presentaron seis (6) candidaturas:

### Rodolfo De Jesús Tobón Vanegas
Partido Liberal 

### Rafael Ángel Pareja Quintero
Partido Liberal 

### Carlos Alberto Mesa Rivera
Movimiento Alianza Social Indígena 

### Norberto De Jesús Acevedo Calle
Partido Conservador 

### Luz Helena Gaviria Ramírez
Partido Liberal 

### Baudilio De Jesús Contreras Restrepo
Partido Liberal 

## Candidatos al Concejo Municipal
Para el Concejo Municipal de Andes, se eligen 13 concejales, quienes representan a los votantes tanto del centro urbano como los 5 corregimientos de Andes. En total se presentaron 13 listas al concejo municipal, donde cada una de ellas logró elegir a la cabeza de lista:
|  | 6,25 % |

|  | 4,70 % |

|  | 4,50 % |

|  | 4,44 % |

|  | 4,08 % |

|  | 3,91 % |

|  | 3,78 % |

|  | 3,72 % |

|  | 3,56 % |

|  | 3,44 % |

|  | 3,34 % |

|  | 3,31 % |

|  | 3,27 % |